# Нагольно-Тарасівка
Нагольно-Тарасівка (до 1884 — Нагольна, Нагольно-Луковкіно) — селище в Україні, у Довжанській міській громаді Довжанського району Луганської області. Населення становить 2202 особи (за станом на 2001 рік).
Статус селища міського типу — з 1938 року.
Знаходиться на тимчасово окупованій території України.

## Географія
У селищі Балка Наташкіна та Балка Куряча впадають у річку Нагольну.

## Історія
Станом на 1873 рік у слободі Нагольна, центрі Нагольно-Тарасівської волості Міуського округу Області Війська Донського, мешкало 1596 осіб, налічувалось 226 дворових господарств та 2 окремих будинків, у господарствах налічувалось 78 плугів, 162 коней, 315 пар волів, 2072 вівці.
У теперішній час [коли?]населення селища становить 2016 чоловік, дворів налічується 908. Нагольно-Тарасівській селищній раді підпорядковане село Березівка. В селищі є Нагольно-Тарасівський навчально-виховний комплекс, де навчається 167 учнів, працює педагогів, всі з вищою освітою. Є клуб залом на 240 місць, бібліотека. Медичне обслуговування здійснює медпункт. В селищі є аптека, відділ зв'язку, магазини.
Слобода Нагольно-Луковкіно, тобто селище при річці Нагольній, була заснована в 1775 році бригадиром Амвросієм Луковкіним. У 1785 році в ній було уже 89 дворів, у яких налічувалось чоловічої статі 181, жіночої — 167, а всього 348 душ. А в 1801 році було вже 590 душ.(Від 132 "Справи сл. Луковкіної № 2 і «Клірові відомості за 1801 рік, архів Донської духовної консисторії»)
В слободі Нагольно — Луковкіно довгий час проживала землевласниця Марія Гаврилівна Тарасова, вдова єсаула Тарасова, онука А. Луковкіна. Її прізвище мало вирішальне значення в назві селища. В 1786-88 р.р. на кошти генерал-майора Гавриіла Амвросійовича Луковкіна, сина засновника слободи, була збудована церква Успення Пресвятої Богородиці, яка і зараз існує як історична пам'ятка. (Від 132 "Справи сл. Луковкіної № 2 і «Клірові відомості за 1894 рік, архів Донської духовної консисторії»)
Господарське життя і побут перших поселенців були досить простими. Хати будували з каменю, крили соломою та очеретом. Стіни обмазували глиною. Житло було низеньким, тісним, а сім'ї часто складалися з 10-15 чоловік. Основним заняттям населення слободи було хліборобство. Розорювали і засівали пагорби навколо слободи. Сіяли пшеницю, ячмінь, овес. Пізніше почали розводити овець, вовна яких гарно продавалася. Сільськогосподарські знаряддя переважно були дерев'яними . Тяглова сила — воли та коні.
В районі слободи Нагольної виявлені родовища свинцево-цинкових і сріблоносних руд. В кінці 70-х років ХІХ ст. почали діяти перші примітивні шахти. Шахтарі працювали в нелюдських умовах. Забійники рубали вугілля кайлом у воді при світлі гасничка, а відвозили дерев'яними санками саночники. Запрягаючись у лямки. Підприємці широко використовували працю жінок і підлітків, яким платили за роботу на 25-30 відсотків менше, ніж чоловікам.
Радянська влада була встановлена в селищі Нагольно — Тарасівка в листопаді 1917 року[джерело?]. Біля витоків боротьби за встановлення Радянської влади і її захисту були: уповноважений районного комітету бідноти Богачов Петро Антонович, який в 1921 році загинув від рук білогвардійської банди «Синки ображених батьків»; військовий комісар Григоренко Захар Іванович, що загинув від рук білогвардійської банди «Банди Марусі»; перший міліціонер в слободі Іващенко Михайло Іванович, який також був по-звірячому вбитий в 1921 році.(«Історія міст і сіл України», Луганська область стор. 514 під редакцією Тронько П. Т.)
12 червня 2020 року, відповідно до Розпорядження Кабінету Міністрів України № 717-р «Про визначення адміністративних центрів та затвердження територій територіальних громад Луганської області», увійшло до складу Довжанської міської громади.
17 липня 2020 року, в результаті адміністративно-територіальної реформи та ліквідації  колишніх Довжанського (1938—2020) та Сорокинського районів, увійшло до складу новоутвореного Довжанського району.

## Населення

### Мова
Розподіл населення за рідною мовою за даними перепису 2001 року:
| Мова            | Кількість | Відсоток |
| --------------- | --------- | -------- |
| українська      | 2009      | 91.24%   |
| російська       | 182       | 8.26%    |
| вірменська      | 7         | 0.32%    |
| білоруська      | 1         | 0.04%    |
| інші/не вказали | 3         | 0.14%    |
| Усього          | 2202      | 100%     |

## Охорона природи
На північно-східній околиці села знаходиться ландшафтний заказник «Нагольний кряж».